# Lev Jinchuk
Lev Mikhailovič Khinčuk (en cirílico ruso: Лев Михайлович Хинчук) —también transcrito al alfabeto latino como Lev Khinchuk o Lev Jinchuk— fue un político y diplomático soviético— (Poltava, 16 de noviembrejul./ 28 de noviembre de 1868greg.-14 de marzo de 1944).

## Biografía
Nacido en Poltava el 28 de noviembre de 1868 (calendario gregoriano). inicialmente fue un miembro de la derecha menchevique, pero en 1920 abandonó a estos y pasó a trabajar para el gobierno soviético. Ocupó el cargo de embajador de la Unión Soviética en Berlín entre 1930 y 1934, reemplazando a Nikolái Krestinski y fue Comisario del Pueblo de Comercio e Industria de la República Socialista Federativa Soviética de Rusia entre 1934 y 1937.
Falleció en prisión el 14 de marzo de 1944.